# 10792 Ecuador
10792 Ecuador è un asteroide della fascia principale. Scoperto nel 1992, presenta un'orbita caratterizzata da un semiasse maggiore pari a 3,0702576 UA e da un'eccentricità di 0,0873334, inclinata di 10,25944° rispetto all'eclittica.